# Шакал (телесериал)
«Шака́л» — российский восьмисерийный детективный телевизионный художественный фильм режиссёра Евгения Звездакова, снятый в 2016 году. Является продолжением телесериалов «Мосгаз» (2012), «Палач» (2014) и «Паук» (2015) ; следующий — «Операция «Сатана».
В отличие от предыдущих трёх частей, четвёртая часть не основана на каком-то конкретном преступлении. По словам авторов телесериала, они хотели показать зарождение советской организованной преступности 1970-х годов, которая впоследствии привела к российской организованной преступности 1990-х годов, поэтому за основу сюжета они взяли сразу несколько историй реальных преступных группировок (в их числе были «Тяп-Ляп», «Белый крест», банда братьев Самойленко, «Чёрная кошка» и банда Толстопятовых).
Премьерный показ телесериала прошёл с 17 по 20 октября 2016 года на Первом канале.

## Сюжет
Москва, 1972 год. Майор милиции Иван Черкасов и его следственная группа расследуют новое уголовное дело о жестоких ограблениях магазинов и инкассаторов бандой Шакала, одетыми в милицейскую форму и приезжающими на места своих преступлений на милицейском автомобиле. Во время грабежей преступники зверски убивают всех свидетелей, чтобы не оставить доказательств.
В составе банды — совершенно разные люди. Один член банды когда-то по несправедливости получил срок, отсидел и теперь хочет отомстить всему свету за эту несправедливость. Другой — бандит Илья Любовский, сын обеспеченных родителей, убивает просто потому, что ему скучно жить. В рядах преступников есть и своеобразная парочка, «советские Бонни и Клайд»: Нюра Горбатова, уборщица на заводе, которая годами копит на джинсы, и Сергей Матюшин, её молодой человек, служащий водителем на автобазе и готовый на всё ради любимой.
В ходе следствия выясняется, что огнестрельным оружием, милицейской формой и автомобилями бандитов снабжает «оборотень в погонах». Ограбления организованы чётко и продуманно, их готовит кто-то очень осведомлённый, причём явно работающий в органах, но милиция не может установить его личность. Вышестоящее руководство принимает решение объединить против бандитов два подразделения МВД СССР — МУР и ОБХСС. К расследованию подключается подполковник ОБХСС Дмитрий Ткач.

## В ролях
- Андрей Смоляков — Иван Петрович Черкасов, майор милиции
- Марина Александрова — Софья Борисовна Тимофеева, капитан милиции, криминалист
- Сергей Жигунов — Дмитрий Алексеевич Ткач, подполковник ОБХСС ("Шакал")
- Екатерина Климова — Вера Ильинична Томилина, бывшая жена Черкасова, директор универмага «Московский»
- Вадим Андреев — Фёдор Григорьевич Саблин, полковник милиции
- Алексей Бардуков — Алексей Гаркуша, старший лейтенант милиции
- Юрий Тарасов — Никита Васильевич Пожидаев, майор милиции
- Сергей Угрюмов — Роберт Михайлович Лебедев, полковник КГБ
- Владимир Юматов — Григорий Михайлович Чудовский, главный редактор газеты «Советская Трибуна», фронтовой друг Черкасова
- Мария Андреева — Оксана Демидова, журналистка газеты «Советская Трибуна»
- Павел Чинарёв — Илья Любовский, главарь банды
- Александра Бортич — Анна Сергеевна Горбатова, участница банды
- Сергей Белов — Сергей Матюшин, бандит
- Юрий Ицков — Михаил Владимирович Подколзин, бандит
- Андрей Феськов — Павел, бандит
- Даниэла Стоянович — Маргарита Семёновна Карпухина, жена Черкасова
- Юрий Чурсин — Станислав Петрович Шелест, художник
- Анна Котова — Антонина Говоркова, продавец универмага «Московский»
- Надежда Маркина — Зинаида Горбатова, мать Нюры
- Луиза Мосендз — Зинаида Васильевна Кац, судмедэксперт
- Анастасия Фурса — Настя, сотрудница МУРа
- Ирина Старшенбаум — Калина Полтавченко, подруга Стаса, сотрудница Госфильмофонда
- Сергей Юшкевич — Андрей Викторович Фёдоров, полковник ОБХСС
- Иван Волков — Кирилл Протасов, майор КГБ
- Сергей Барковский — Лев Давыдович Сатаров, опекун Калины
- Ирина Цывина — Татьяна Максимовна, жена Сатарова
- Константин Балакирев — Игорь Говорков, инкассатор
- Игорь Старосельцев — бригадир инкассаторов
- Михаил Васьков — Пётр Матюшин, отец Сергея
- Арина Нестерова — мать Сергея
- Алексей Комашко — Антон Чесноков, капитан милиции
- Владислав Пьявко — Николай Щёлоков, министр внутренних дел СССР
- Игорь Филиппов — Александр Юдин, генерал-майор КГБ
- Сергей Колесников — Громов, генерал-майор МВД СССР
- Сергей Легостаев — полковник Захар Васильевич Тюрин, начальник Арсенала МВД СССР
- Александр Доронин — старший лейтенант Назаров, помощник начальника Арсенала МВД СССР
- Денис Бродский — Алик Фатьянов, фотограф-криминалист
- Филипп Гуревич — Василий Иванцов, лейтенант милиции
- Валерия Забегаева — Надежда Петровна, новый директор универмага «Московский»
- Николай Глебов — Семён Антонович, директор ювелирного магазина
- Татьяна Яковенко — Людмила Васильевна, заведующая ювелирного магазина
- Юлия Ромашина (Иванова) — мать Насти
- Владимир Чуприков — отец Насти
- Сергей Загребнев — Михаил
- Дмитрий Лабуш — Олег
- Григорий Адаменко — Ерошкин, сержант милиции
- Алексей Парасич — участковый инспектор милиции, лейтенант
- Александр Резалин — Яков Леонидович, заведующий психбольницы
- Елена Мольченко — Евдокия Сафонова, соседка Горбатовых
- Ирина Бякова — Екатерина Ивановна, соседка Горбатовых
- Елизавета Зарубина — Алёнка, приёмная дочь Черкасова
- Александр Дробитько — Слава Карпухин, приёмный сын Черкасова
- Александра Лебедева — Дарья, невеста Славы
- Татьяна Мухина — кондуктор автобуса
- Вячеслав Бухаров — Анатолий Максимович Копейкин, продавец автомобиля «Москвич»
- Александра Богданова — Елена, однокурсница и бывшая подруга Ильи Любовского
- Анастасия Стежко — Бонни Паркер в фильме
- Пётр Рыков — Клайд Бэрроу в фильме
- Евгений Шириков — милиционер

## Критика
В программе «Человек из телевизора» на радио «Эхо Москвы» телекритик Ирина Петровская и журналист радиостанции «Эхо Москвы» Ксения Ларина отметили в целом высокое качество всех фильмов о майоре Черкасове, «уже вписанном в историю отечественных сериалов о милиции», и высказали сожаление, что сыгравшему его актёру Андрею Смолякову из-за нехватки драматургического материала «приходится рефлексировать, посыпать голову пеплом, пить водку и страдать от творящегося беспредела, которому он никак не может положить конец». По мнению журналистов, авторы фильма, сосредоточившись на убийствах, пытках, потоках крови, слабо проработали характеры и биографии бандитов, из-за чего возникает ощущение неправды. Но была отмечена игра Павла Чинарева, сумевшего из схематичного материала придать своему герою Илье определённую многослойность.